# Çelebi Lütfi Pascià
Çelebi Lütfi Pascià (Valona, 1488 circa – Didymoteicho, 27 marzo 1564) è stato un politico e militare ottomano gran visir dell'impero ottomano tra il 1539 e il 1541 durante il sultanato di Solimano il Magnifico.

## Biografia
Lütfi era un albanese di Valona. Si pensa che sia stato portato sotto il servizio ottomano come devshirme, ma c'è anche la possibilità che i suoi genitori cristiani lo abbiano mandato nell'harem-hass di Bayazid II, dove ha ricevuto un completo indottrinamento nell'Islam per avanzare nella carriera.
Il suo primo incarico al servizio fuori dal palazzo fu come sanjakbey di Kastamuni, e successivamente divenne beylerbey di Karaman. Lo stesso Lütfi Pascià ha fornito questi dettagli della sua vita nell'introduzione del suo Asafaname. Tuttavia, non fornisce le date dei suoi appuntamenti e omette tutti i dettagli della sua vita prima di entrare nel palazzo. Potrebbe anche aver servito come sanjakbey prima ad Aydin e poi di Yanya (Giannina), dal momento che Feridun Bey menziona un Lütfi Bey che prestò servizio all'assedio di Rodi nel 1522 come sanjakbey di Aydin (Feridun Bey, Münşe'at al-selâtin, Istanbul 1274 AH / 1857) e un Lütfi Bey che prestò servizio durante l'assedio di Vienna nel 1529 come sanjakbey di Yanya (ibid. I, 573). Questi riferimenti potrebbero essere benissimo a Lütfi Pascià, il futuro Gran Visir, poiché quest'ultimo stesso dichiarò di aver partecipato a entrambe queste campagne (Lütfi Pascià, Tevârih-i 'Al-i Osman, ed. Ali, İstanbul 1341 / 1922–3, 3). Nel suo libro ha posto l'accento sulla questione se i sultani ottomani che non erano arabi potessero assumere il titolo di Califfo o no.
Nel 941 (1534–1535) divenne Terzo Visir. A questo punto, aveva, per suo conto, servito nelle guerre di Selim I contro i Safavidi nell'Anatolia orientale e contro i Mamelucchi in Siria ed Egitto. Sotto Solimano I, prese parte alle campagne di Belgrado nel 1521 e di Rodi nel 1522.
Divenne Gran Visir dell'Impero Ottomano nel 1539 dopo la morte di Ayas Mehmed Pascià (che mantenne la sua carica per tre anni dopo l'esecuzione di Pargalı Ibrahim Pascià). Nel 1541 picchiò sua moglie, Şah Sultan, una sorellastra di Solimano, in seguito alla sua denuncia per la punizione eccessivamente severa del pascià nei confronti di un'adultera. La principessa ha divorziato da lui con il permesso di Solimano, e il sultano lo ha deposto, nominando Hadim Suleiman Pascià nuovo Gran Visir.

## Opere
Ha scritto 21 opere principalmente su argomenti religiosi ma anche di storia, 13 delle quali scritte in arabo e 8 in turco. Due delle sue opere sono Asafname, una specie di specchietto per i ministri, e Tevâriḫ-i Âl-i 'Os̱mân, che tratta della storia ottomana e include le sue esperienze durante il regno dei sultani Bayezid II, Selim I e Solimano.